# Samuel Elzevier de Jongh

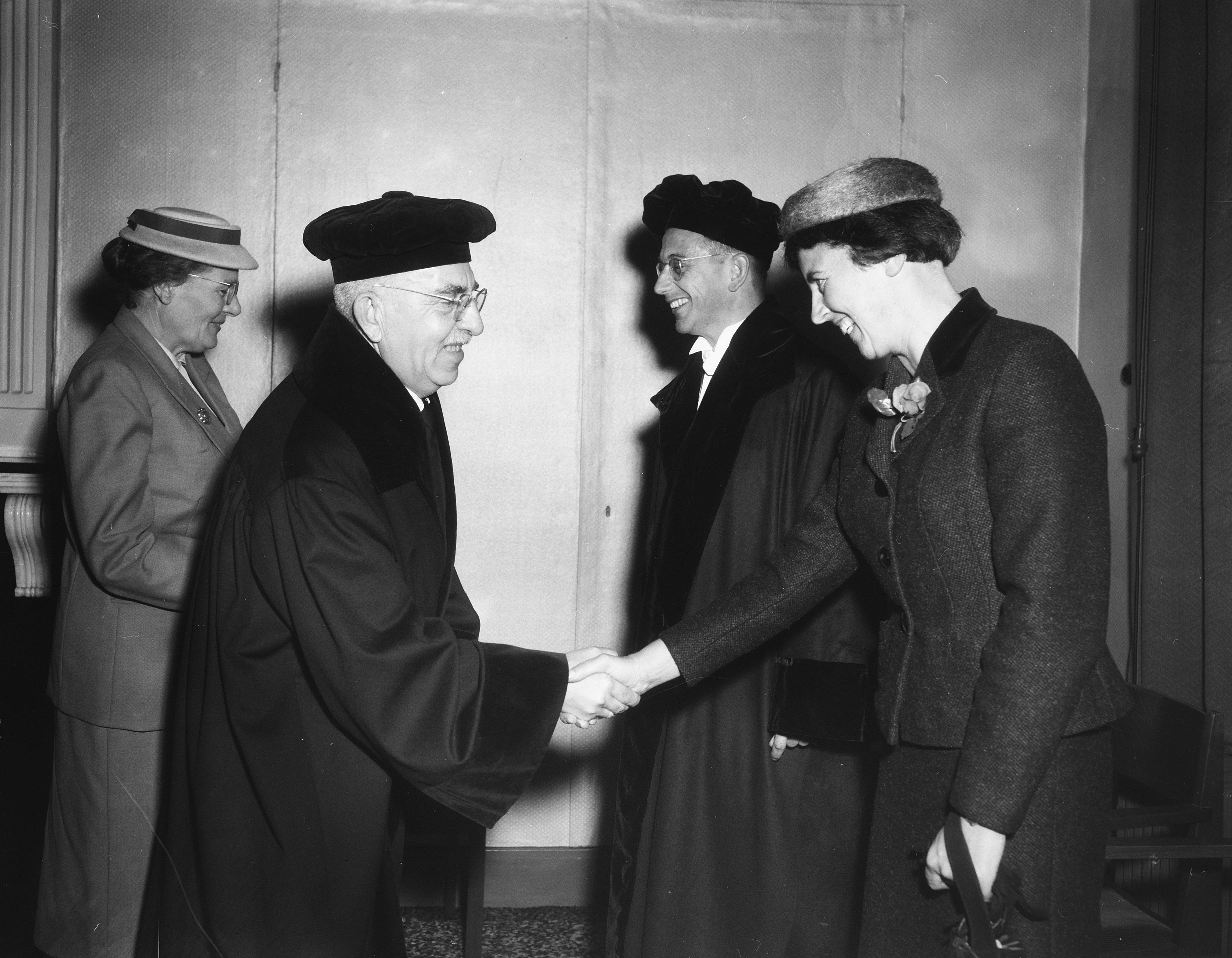
Samuel Elzevier de Jongh als Rektor der Universität Leiden (im Vordergrund links) bei der Einführung von Karel van het Reve (hinten rechts) als Professor der russischen Sprache

Samuel Elzevier de Jongh (* 18. Juni 1898 in Scheveningen; † 29. Mai 1976 in Leiden) war ein niederländischer Pharmakologe.

## Leben
Samuel Elzevier war der Sohn des gleichnamigen Vaters (* um 1857 in Goes) und der Huberta Pieternella Wessel (* 21. März 1859 in Goes; † 20. Juni 1938 in Leiden). Nach dem Besuch der höheren Bürgerschule in Gouda begann er 1915 an der Universität Utrecht ein Studium der Medizin. Nachdem er in Utrecht am 23. Dezember 1921 sein Arztexamen bestanden hatte, wurde er 1922 ärztlicher Assistent am Coolsingelkrankenhaus in Rotterdam und wurde am 16. Februar 1923 Assistent und Konservator am Pharmakologischen Labor der Universität von Amsterdam, welches unter der Leitung von Ernst Laqueur stand. Nachdem er 1926 eine Arbeit über weibliche Geschlechtshormone veröffentlicht hatte, habilitierte er am 4. Dezember 1928 als Privatdozent an der Universität von Amsterdam und promovierte dort am 4. Dezember 1929 mit dem Thema Bijdrage tot de farmacologie van kaliumpermanganaat (deutsch: Beiträge zu der Pharmakologie von Kaliumpermanganat) zum Doktor der Medizin. 
Aufgrund seines Rufes als ausgezeichneter Dozent wurde er am 23. April 1935 zum außerordentlichen Professor der Pharmakologie an die Universität Leiden berufen, welche Aufgabe de Jongh am 23. Mai desselben Jahres übernahm und am 7. Juni ebenda die Einführungsrede Over de beteekenis en het wezen der pharmacologie (deutsch: Die Bedeutung und das Wesen der Pharmakologie) hielt. Am 26. April 1939 wurde er ordentlicher Professor der Pharmakologie, legte während der Zeit der deutschen Besetzung der Niederlande im Zweiten Weltkrieg am 28. Januar 1943 seine Professur nieder und übernahm nach der Restaurierung der Leidener Hochschule diese am 28. August 1945 wieder. Im Akademiejahr 1957/58 fungierte er als Rektor der Alma Mater, wozu er am 7. Februar 1958 die Rektoratsrede De ontwikkeling der farmacotherapie (deutsch: Die Entwicklung der Arzneimitteltherapie) hielt. 
1953 erhielt er das Ehrendoktorat der Universität Gent, wo er 1949 als Austauschprofessor wirkte. 1950 wurde er Mitglied der königlich niederländischen Akademie der Wissenschaften, wurde Mitglied der Koninklijke Vlaamse Academie van België voor Wetenschappen en Kunsten und man ernannte ihn 1962 zum Ritter des Ordens vom niederländischen Löwen. Er war auch an der Gründung der Firma Organon beteiligt, für welche er auch als Berater fungierte. Sein Hauptwerk war die Einführung in die allgemeine Pharmakologie, welche in der niederländischen und deutschen Sprache zum Standardwerk seiner Zeit avancierte. Zahlreiche Aufsätze von ihm erschienen in den wissenschaftlichen Zeitschriften seiner Zeit. Sie behandeln Themen zu Hormonen, wobei vor allem Arbeiten zum Insulin herausragen. Am 26. November 1962 wurde er aus seiner Professur emeritiert.  
De Jongh verheiratete sich am 23. Dezember 1926 in Amsterdam mit Johanna Maria Boeg (* 9. August 1902 in Amsterdam; † 29. März 2005 in Doorn). Aus der Ehe stammen zwei Kinder. Von diesen kennt man die Tochter Huberta Pieternella (Bep) de Jongh (* 16. Januar 1929 in Amsterdam; † 28. Mai 1978 in Zaandam), welche sich mit M. J. Ruisch verheiratete. Zudem den Sohn Jan de Jongh (* 13. Oktober 1933 in Amsterdam), der sich mit M. A. Roell verheiratete.

## Werke (Auswahl)
- Bijdrage tot de pharmacologie van kaliumpermanganaat. Amsterdam 1929
- Over de beteekenis en het wezen der pharmacologie. Amsterdam 1935
- De ontwikkeling der farmacotherapie. Leiden 1958
- Inleiding tot de algemene farmacologie. Amsterdam 1959; 1964, 1969 (deutsch: Einführung in die allgemeine Pharmakologie. Ein Kurzlehrbuch für Studenten der Medizin und Pharmazie über wichtige Grundbegriffe. München 1965)